# Sherlock Express
Sherlock Express ist ein Deduktionsspiel des französischen Spieleautors Henri Kermarrec, das im Jahr 2019 als englische und multilinguale Version bei dem Verlag Blue Orange Games sowie auf Deutsch bei Huch! erschienen ist.

## Thema und Ausstattung
Sherlock Express ist ein einfaches Kombinationsspiel, bei dem die Mitspieler durch logischen Ausschluss den Täter eines Kriminalfalls finden müssen. Thematisch helfen die Spieler dem Detektiv Sherlock, angelehnt an Sherlock Holmes, in jeder Runde den Komplizen seines Gegenspielers Moriarty bei einem Kriminalfall zu identifizieren.
Das Spielmaterial besteht neben einer Spielanleitung aus 27 runden Karten mit den Verdächtigen in unterschiedlichen Merkmals- und Hintergrundkombinationen und 36 ebenfalls runden Alibikarten.

## Spielweise
Vor dem Spiel werden alle Verdächtigenkarten und alle Alibikarten gemischt. Die Alibikarten werden gleichmäßig an die Mitspieler verteilt und dort, ohne sie aufzunehmen und anzusehen, als jeweils verdeckter Stapel bereitgelegt. Die Verdächtigenkarten kommen ebenfalls als verdeckter Stapel in die Tischmitte, die obersten sechs Karten mit Verdächtigen werden um diesen offen ausgelegt.
Ein Startspieler (laut Anleitung der Spieler, der zuletzt einen Detektiv- oder Abenteuerroman gelesen hat) beginnt das Spiel, indem er die oberste der vor ihm liegenden Alibikarten aufdeckt. Alle anderen Spieler folgen im Uhrzeigersinn und decken jeweils eine Karte auf. Die Alibikarten zeigen entweder ein Accessoire, ein Tier oder einen Hintergrund, die auf den Verdächtigenkarten vorhanden sein können. Jede der ausliegenden Verdächtigtenkarten, die eines dieser Merkmale besitzen, bekommt durch die Karte ein Alibi und kann damit als Täter ausgeschlossen werden. Sobald ein Spieler der Meinung ist, dass nur noch ein Verdächtiger in Frage kommt, tippt er auf diesen. Kommt kein Verdächtiger mehr in Frage, ist Moriarty selbst der Täter und derjenige, der dies zuerst erkennt, tippt auf die oberste der verdeckten Karten. Der Verdacht wird danach überprüft und falls er korrekt ist, bekommt der Mitspieler die entsprechende Karte als Siegpunkt. Ist der Verdacht falsch, scheidet der Spieler aus der Runde aus. Die Runde endet, wenn der Täter eindeutig identifiziert wurde.
Nach der Runde werden die ausliegenden Verdächtigen durch die nächsten 6 Karten des Verdächtigenstapels ersetzt und die Alibikarten der Mitspieler werden gemischt bereitgelegt es, danach beginnt eine neue Runde. Das Spiel endet, sobald ein Spieler fünf Fälle gelöst und somit fünf Siegpunkte gewonnen hat. Dieser Spieler gewinnt das Spiel.

### VarianteFalsche Alibis
In der Variante Falsche Alibis wird ein Alibi, sobald dieses zum zweiten Mal aufgedeckt wird, unwirksam und verrät den Täter. Tritt dieser Fall ein, müssen die Mitspieler zwei Verdächtige berühren, die dieses Alibi besitzen, oder, falls das Alibi nicht vorkommt, auf Moriarty selbst tippen. Der Spieler, dem dies zuerst gelingt, darf beide Karten nehmen, danach werden diese ausgetauscht und die laufende Runde wird fortgeführt.

## Versionen und Rezeption
Das Spiel Sherlock Express wurde von dem französischen Spieleautor Henri Kermarrec entwickelt und 2019 bei dem Verlag Blue Orange Games sowie auf Deutsch bei Huch! veröffentlicht.

## Belege
1. 1 2 3 4 5 6  Spieleanleitung Sherlock Express (Memento des Originals vom 2. Juni 2019 im Internet Archive)  Info: Der Archivlink wurde automatisch eingesetzt und noch nicht geprüft. Bitte prüfe Original- und Archivlink gemäß Anleitung und entferne dann diesen Hinweis., HUCH! 2019
2. ↑  Sherlock Express, Versionen bei BoardGameGeek. Abgerufen am 2. Juni 2019.